# 위안양 부동산배 세계여자바둑선수권
위안양 부동산배 세계여자바둑선수권(중국어: 远洋地产杯)은 중국위기협회가 주관하고 베이징 룽쩌 부동산 유한공사(北京龙泽源置业有限公司)가 협찬한다. 중국 룰이 적용되어 덤 7집 반에 각자 제한 시간 2시간에 60초 초읽기, 5회로 진행된다. 우승 상금은 10만 위안(한화 약 1천200만원), 준우승 상금 3만 위안이 주어지며, 이와 별도로 제1~4회전 5000위엔의 대국료가 주어진다.

## 역대 우승자
| 회수 | 연도 | 우승       | 전적 | 준우승           |
| ---- | ---- | ---------- | ---- | ---------------- |
| 1    | 2007 | 박지은 8단 | 2-1  | 루이나이웨이 9단 |